# Qinling
För andra betydelser, se Qinling (olika betydelser).
Qinling (秦岭; Qínlǐng) eller Nanshan är en bergskedja som utgår från Kunlunbergen genom mellersta Kina och bildar vattendelare mellan Gula floden och Yangtze-floden och utgör en viktig klimatgräns mellan norra och södra Kina. Bergen brukar sammanfattas under namnet Qinlingshan (秦岭山) och kallas även Södra bergen (Nanshan 南山). De är svåra att bestiga, även om inga av dem når snögränsen, deras högsta topp är 3 767 m ö.h. En gång verkar havet ha nått fram till deras östra fot, men de stora flodernas avlagringar har bildat den stora slätt som nu skiljer dem från havet. Dessa berg delar det egentliga Kina i två mycket olika delar, Nordkina och Sydkina.